# Ото Гюнше
Ото Гюнше (на немски: Otto Günsche) е германски щурмбанфюрер, член на СС. Личен служител на Адолф Хитлер. Той е във Фюрербункера на 30 април 1945 г., когато Хитлер се самоубива.

## Биография
Гюнше е роден в Йена. След като напуска средното си училище на 16 г., доброволно се занимава с 1-ва СС дивизия Лайбщандарт СС Адолф Хитлер и се присъединява към нацистката партия на 1 юли 1934 г. За първи път се среща с Адолф Хитлер през 1936 г. Той е адютант на Хитлер от 1940 до 1941 г. От 1 януари 1941 г. до 30 април 1942 г. посещава академията на офицерите на СС. На 12 януари 1943 г. Гюнше се превръща в личен адютант на Хитлер. От август 1943 до 5 февруари 1944 г. Гюнше се бие на Източния фронт и във Франция. През март 1944 г. отново е назначен за личен адютант на Хитлер. Също е член на Führerbegleitkommando, който осигурява сигурността на Хитлер. По време на войната един или двама винаги са присъстващи с Хитлер по време на конференциите във военната ситуация. Той присъства на опита за покушение срещу Хитлер от 20 юли 1944 г. във Вълчата бърлога в Растенбург. Бомбеният взрив спуква тъпанчетата на Гюнше и го ранява.
С настъпването на края на Нацистка Германия Гюнше е натоварен от Хитлер на 30 април 1945 г., да осигури изгарянето на тялото му след смъртта му. Този следобед той стои настрана пред стаята, докато Хитлер и Ева Браун се самоубиват. По-късно, след като се уверява, че телата са изгорени с бензин, доставен от шофьора на Хитлер Ерих Кемпка, Гюнше напуска Фюрербункера след полунощ на 1 май. На 2 май 1945 г. Гюнше е пленен от Червената армия, която обкръжава града, и е отведен в Москва за разпит от НКВД.
Той е затворен в Москва и след това в Бауцен в ГДР и освободен на 2 май 1956 г. По време на лишаването си от свобода Гюнше и Хайнц Линге са основни източници за операция „Мит“, биографията на Хитлер, подготвена за Йосиф Сталин. Досието е редактирано от НКВД офицери. Докладът е приет от Сталин на 30 декември 1949 г. Публикуван е под формата на книга през 2005 г.
Гюнше умира от сърдечна недостатъчност в дома си в Ломар, Северен Рейн-Вестфалия през 2003 г. Той има три деца.